# Fez (by)
 For alternative betydninger, se Fez. (Se også artikler, som begynder med Fez)
Fez (arabisk: فاس, berbisk: ⴼⴰⵙ, tr. Fas fransk: Fès), er en by i den nordlige del af Marokko med 1.112.072(2014) indbyggere. Det er administrationsbyen i regionen Fès-Boulemane.
Fez blev grundlagt af Nordafrikas muslimske erobrere i 789 e.Kr. og har ofte været Marokkos hovedstad. Medinaen er et af UNESCOs verdensarvsområder. Byen eksporterede – og gav navn til – "fezen", en traditional hat i Mellemøsten.